# Vilém Lugr
Vilém Lugr (* 28. Juni 1911 in Poděbrady; † 1981 in Ostrava) war tschechischer Fußballspieler und -Trainer. Lugr arbeitete als Trainer vor allem in Polen und Schweden. 

## Spielerkarriere
Lugr spielte zunächst für den SK Olomouc und den SK Židenice. 1934 stieg der Abwehrspieler mit dem SK Prostějov in die 1. tschechoslowakische Liga auf. Während der Saison 1937/38 wechselte Lugr innerhalb der Liga zum SK Slezká Ostrava, wo er im Januar 1938 für 20 Tage auch Trainer war. Im Sommer 1939 ging der Verteidiger zurück nach Prostějov.
Lugr bestritt in der 1. tschechoslowakischen Liga und in der Meisterschaft des Reichsprotektorats Böhmen und Mähren insgesamt 99 Spiele, ein Tor schoss er dabei nicht.

## Trainerkarriere
In der Saison 1954 trainierte Lugr Křídla vlasti Olomouc in der 1. tschechoslowakischen Liga. 1957 ging der Tscheche nach Polen, von August 1957 bis November 1958 trainierte er Lech Posen. In der Saison 1959 war er Trainer bei Śląsk Wrocław, von Januar bis Juni 1960 coachte er Górnik Zabrze.
Im Juli 1960 fuhr Górnik nach Schweden, Lugr kehrte mit der Mannschaft nicht zurück. In den Jahren 1961 und 1962 trainierte er in der zweiten schwedischen Division die Mannschaft von Jönköpings Södra IF. 1963 übernahm er IFK Norrköping in der Allsvenskan und wurde mit dem Team schwedischer Meister. 1967 trainierte Lugr Nyköpings BIS.
Nach seiner Karriere kehrte Lugr in die Tschechoslowakei zurück. Er starb im Herbst 1981 in Ostrava.